# Noma (nemoc)

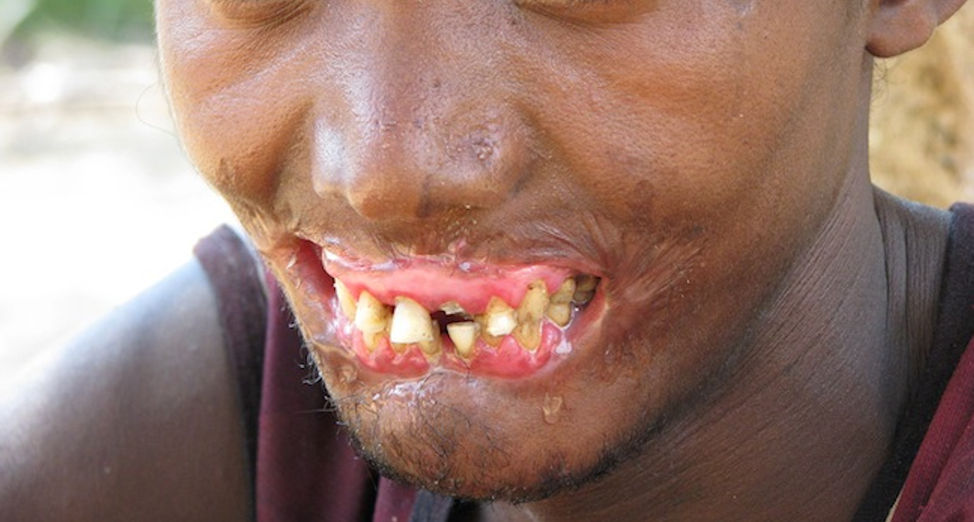
Pacient s nomou

Noma (také cancer oris, stomatitis gangrenosa) je gangrenozní choroba úst a obličeje, která začíná nejčastěji vřídkem v ústech a postupně nekrotizuje sliznice obličeje i kosti. Postihuje ročně asi 140 tisíc zejména dětí do 6 let, rychle postupuje a 90 % nemocných zemře.
Noma neonatorum je kožní choroba novorozenců, jež se vyskytuje v rozvojových zemích, nemá však s nomou nic společného.

## Popis
Postihuje podvyživené osoby se špatnou hygienou a pitnou vodou, často oslabené infekční nemocí (spalničky, neštovice) a žijící v sousedství zanedbaného dobytka. Specifický původce není znám a choroba patrně vzniká současným působením několika faktorů, včetně řady bakterií. Léčí se úspěšně podáváním antibiotik, těžké deformace úst a obličeje však lze napravit jen velmi náročnou plastickou chirurgií.

## Historie
Nemoc popsal už Hippokratés a do konce 19. století se vyskytovala i v Evropě a v USA. Opět se objevila v nacistických koncentračních táborech a v Osvětimi ji studoval česko-židovský lékař prof. Berthold Epstein. Od poloviny 20. století se však vyskytuje jen ve velmi chudých oblastech rovníkové Afriky, jižní Asie a Ameriky nebo ve slumech velkoměst. Léčení se věnuje jen málo specializovaných nemocnic, provozovaných většinou charitativními organizacemi, jako Lékaři bez hranic v nemocnici v Sokoto v Nigérii.